# Justin Broadrick
Justin Broadrick (Birmingham, 15 agosto 1969) è un musicista, compositore, chitarrista e ingegnere del suono britannico, principalmente conosciuto per essere stato membro dei Napalm Death, band-simbolo del grindcore, e aver poi dato vita ai Godflesh, una delle prime formazioni ad aver sperimentato la fusione tra metal estremo e industrial. Attualmente vive nella città di Abergele, in Galles.

## Biografia
Il primo progetto di Broadrick corrisponde alla band Final. Inizialmente costituita da un duo industrial-punk (completato dall'impiego di drum machine). Questa band non ebbe molti sbocchi, e sono infatti poche le testimonianze ad essa inerenti, accresciute solo dalla pubblicazione di materiale inedito soltanto in questi ultimi anni dallo stesso Broadrick. Nel 1982 Justin ha registrato poi il suo primo progetto, all'età di 13 anni,  dando così l'avvio ad una sperimentazione ed una ricerca che lo portarono a raggiungere sonorità power electronics già nel 1983, di cui la "Broadrick's Post Mortem Rekordings" è stato un primordiale esempio. Tuttavia il tentativo venne poi abbandonato nel Luglio del 1985.

## Dagli esordi ai Jesu
Broadrick prese parte alla fondazione dei Because (generati da G. Christian Green, successivamente suo complice nei Godflesh, e Paul Neville nel 1982) in cui faceva da batterista e seconda voce. La band registrò 'Extirpate', un demo registrato nel 1986, che conteneva numerosi brani poi ri-arrangiati ed assorbiti dal futuro progetto Godflesh (di questi in particolare figuravano "Life is Easy", "Mighty Trust Krusher", and "Merciless"). Il gruppo si sciolse nel 1988. La raccolta intitolata 'Life is Easy' contenente il demo della band, più diversi live relativi a questo progetto vennero pubblicate successivamente soltanto nel 1999.
Broadrick è noto anche per aver preso parte alla creazione di una delle band più seminali nel panorama estremo britannico: con Nicholas Bullen infatti generò i Napalm Death, prendendovi parte come chitarrista nel Luglio 1985, e apparendo nell'album di debutto, intitolato Scum. Egli partecipò ai piani della band sino all'Ottobre del 1986, abbandonandoli per diventare batterista nei Head of David.
Questo progetto ebbe un esito fallimentare e convinse Justin ad uscirne nel 1988, anno in cui presero vita i Godflesh, specie mediante l'avvicinamento alla Earache Records. I Godflesh si sciolsero nel 2002 (in particolar modo a causa dell'abbandono di G. Christian Green, pilastro portante della band, nonché grande amico di Broadrick): questo scioglimento, scontato e tacitamente accettato dai fan che per un decennio ne seguirono l'operato, costò a Justin due anni di inattività e di crisi personale (specie sul piano artistico), che lo portarono più tardi a riprendersi e a dare vita agli Jesu, dopo diversi tentativi mal riusciti e mai avviati (tra cui quello di riaffermare il progetto Final).